# Andrew Florent
Andrew Florent (Melbourne, 24 de octubre de 1970 - 16 de agosto de 2016) fue un jugador de tenis australiano. Se especializó en dobles, modalidad en la que conquistó 3 títulos en 13 finales disputadas y alcanzó el puesto Nº13 del ranking mundial.

## Títulos (3; 0+3)

### Dobles (3)
| Leyenda                |
| Grand Slam (0)         |
| Tennis Masters Cup (0) |
| ATP Masters Series (0) |
| ATP Tour (3)           |

| N.º | Fecha | Torneo       | Superficie    | Pareja           | Oponentes en la final        | Resultado   |
| --- | ----- | ------------ | ------------- | ---------------- | ---------------------------- | ----------- |
| 1.  | 1994  | Sankt Pölten | Tierra batida | Vojtěch Flégl    | Adam Malik Jeff Tarango      | 3-6 6-1 6-4 |
| 2.  | 1998  | Adelaida     | Dura          | Joshua Eagle     | Ellis Ferreira Rick Leach    | 6-4 6-7 6-3 |
| 3.  | 1999  | Sankt Pölten | Tierra batida | Andrei Olhovskiy | Brent Haygarth Robbie Koenig | 5-7 6-4 7-5 |

### Finalista en dobles (torneos destacados)
- 2000: Masters de Toronto (junto a Joshua Eagle pierden ante Sébastien Lareau y Daniel Nestor)
- 2001: Masters de Montecarlo (junto a Joshua Eagle pierden ante Jonas Bjorkman y Todd Woodbridge)